# Colorado River-reservatet
Colorado River-reservatet er et indianerreservat, der har hovedsæde i byen Parker, Arizona, USA.
Beliggenhed: 303 km vest for Phoenix i Yuma County, langs Colorado River i Arizona og i Californien. Stamme: Chemehuevi, Hopi, Mojave og Navajo. Kendt for: Kurvevævning, perlefremstilling, vægure med indiansk motiv.